# Friedrichsgabekoog
Friedrichsgabekoog est une commune de l'arrondissement de Dithmarse, dans le Land du Schleswig-Holstein.

## Géographie
| Reinsbüttel       | Wesselburener Deichhausen |               |
| Oesterdeichstrich | Friedrichsgabekoog        | Wöhrden       |
| Warwerort         |                           | Nordermeldorf |

La Bundesstraße 203 traverse son territoire.

## Histoire
Le polder (Koog en allemand) est bâti en 1714 pour protéger les terres entre Wesselburen et Büsum.
La séditieuse République paysanne de Dithmarse est dissoute en 1559. Les trois états qui ont mené la guerre contre elle se partagent les terres. Frédéric II de Danemark prend le sud avec Meldorf, Adolphe de Holstein-Gottorp le nord avec Lunden et Jean de Schleswig-Holstein-Hadersleben le centre avec Heide. Après la mort de ce dernier, ses terres sont partagés équitablement entre les deux autres en 1581.
En 1667, Frédéric IV de Danemark ordonne que les nouvelles terres endiguées soient à sa disposition, ce que confirme Christian V.
Géographiquement, le territoire de la future commune appartenait pour sept dixièmes au sud royal et pour trois dixièmes au nord ducal. En 1714, le vice-chancelier danois Johann Jacob von Wasmer et deux autres personnes endiguent avec leurs propres fonds le polder.
Pour la partie royale, le secrétaire Ernst Ulrich Dose (le père de l'architecte Cay Dose) obtient l'octroi le 14 juin 1701 de Frédéric IV. Il rebaptise le nouveau village de Wasmerskoog en Friedrichsgabekoog pour rendre hommage au roi.
Le village jouit d'une certaine autonomie qui disparaît lors de l'intégration à la Prusse.

## Personnalités liées à la commune
- Cay Dose (vers 1700-1768), architecte danois
- Hermann Kahlcke (1838-1913), député du Reichstag

## Source, notes et références
- (de) Cet article est partiellement ou en totalité issu de l’article de Wikipédia en allemand intitulé « Friedrichsgabekoog » (voir la liste des auteurs).